# Terremoto de Bolivia de 1994
El terremoto de Bolivia de 1994 ocurrió el 9 de junio de 1994 a las 00:33:16 (Hora UTC). El epicentro se ubicó en una región escasamente poblada de la selva amazónica, a unos 300 km de La Paz, y a una profundidad de 647 km.
Este terremoto se originó en una zona muy inusual y a alta profundidad, y fue sentido en gran parte del Cono Sur, con reportes de percepción en Chile, Argentina, Paraguay y Brasil. También hubo reportes en zonas de Estados Unidos como Los Ángeles, Minneapolis y Omaha. Es el segundo terremoto de foco profundo más grande jamás registrado (profundidad focal mayor a 300 km), junto con el terremoto de Fiyi de 2018, siendo el más grande actualmente el terremoto del mar de Ojotsk de 2013.

## Geografía
La ruptura se localizó dentro de la placa de Nazca, en la zona de subducción debajo del manto del continente sudamericano. Estos eventos profundos se conocen como terremotos intraplaca porque ocurren dentro de una litosfera tectónica en lugar de en el límite de dos. El terremoto afectó a una zona de deslizamiento particularmente pequeña de sólo 30 km por 50 km. En 22 segundos la ruptura se propagó a una velocidad de 1,5 km/s, que es más lenta que la velocidad de ruptura promedio de los terremotos. Diversos estudios años después revelaron la existencia de una cadena montañosa dentro de la corteza terrestre que se desarrolla a más de 600 kilómetros de profundidad.

## Efectos
Hubo informes no confirmados de cinco personas fallecidas en los departamentos peruanos de Arequipa y Cuzco,tres muertes en el departamento de Arequipa se atribuyeron a un deslizamiento de tierra, mientras que las otras dos en el departamento de Cuzco murieron por caída de escombros o por un ataque cardíaco.Muchos más resultaron heridos en deslizamientos de tierra en otras partes del sur del Perú. En Cochabamba, La Paz y Oruro se informo de daños en ventanas de edificaciones altas. Hubo afirmaciones no oficiales de edificios dañados en Arica, Chile y en Manaos, Brasil. También se informaron de pequeños daños a edificios en São Paulo, Brasil y Toronto, Canadá. En Chile los temblores provocaron pánico entre los habitantes de las principales ciudades, obligándolos a abandonar los edificios. También interrumpió los servicios de energía y comunicaciones. Debido a la gran profundidad del terremoto se sintió en lugares alejados de su epicentro, un geólogo del Servicio Geológico de Estados Unidos describió los efectos en Los Ángeles, California como un «movimiento muy suave».[cita requerida] Se observaron efectos similares en Sioux Falls, Sioux City, Minneapolis y Omaha en Estados Unidos.